# ヨハネス2世 (ローマ教皇)
ヨハネス2世（Ioannes II、470年頃? - 535年5月8日）は、ローマ教皇（在位：533年 - 535年）。着座した時、ローマ神話の神に由来する自身の名を教皇名とすることを厭い、本名とは異なる名を名乗った初の教皇とされる。